# Marian Korczak (polityk)
Marian Korczak (ur. 24 maja 1930 w Parcelówce, zm. 7 października 1994 w Krzeczowie) – polski polityk, rolnik, poseł na Sejm II kadencji.

## Życiorys
Syn Adolfa. Uzyskał wykształcenie średnie ogólne, pracował jako rolnik. W 1993 został wybrany na posła II kadencji z listy Polskiego Stronnictwa Ludowego w okręgu radomskim.
Zginął w wypadku drogowym w Krzeczowie 7 października 1994, w którym śmierć ponieśli także posłowie Halina Licnerska, Maria Trzcińska-Fajfrowska i Wanda Sokołowska oraz pracownik Kancelarii Sejmu. W 1996 został pośmiertnie odznaczony Krzyżem Oficerskim Orderu Odrodzenia Polski.

## Upamiętnienie
- Tablica pamiątkowa odsłonięta przy wejściu do Sali Konferencyjnej w Nowym Domu Poselskim (sali obrad m.in. Komisji Polityki Społecznej i Rodziny) we wrześniu 2015[3].